# غليشكا
غليشكا (بالبلغارية: Глушка)‏ قرية تقع إدارياً ضمن مقاطعة غابروفو في بلغاريا. ويبلغ عدد سكانها 15 نسمة حسب تعداد 15 مارس 2015. تعتمد غليشكا للبريد على الرمز البريدي 5370.